# Esan Marsters

a Compétitions nationales et continentales officielles uniquement.

b Matchs officiels uniquement.
Esan Marsters, né le 17 août 1996 à Auckland (Nouvelle-Zélande), est un joueur de rugby à XIII néo-zélandais d'origine cookienne et maori évoluant au poste de centre. Il fait ses débuts en National Rugby League (« NRL ») avec les Wests Tigers lors de la saison 2017. Il s'impose au poste de centre au cours de la saison 2018 devenant l'un des meilleurs marqueurs de points de la NRL.

## Palmarès

### En club

#### Statistiques
| Saison | Club                     | Compétition | Matchs | Points | Essais | Goals | Drops |
| ------ | ------------------------ | ----------- | ------ | ------ | ------ | ----- | ----- |
| 2017   | Wests Tigers             | NRL         | 13     | 20     | 5      | -     | -     |
| 2018   | Wests Tigers             | NRL         | 24     | 124    | 3      | 56    | -     |
| 2019   | Wests Tigers             | NRL         | 24     | 116    | 9      | 40    | -     |
| 2020   | North Queensland Cowboys | NRL         | 12     | 8      | 2      | -     | -     |
| 2021   | North Queensland Cowboys | NRL         | 3      | 0      | 0      | -     | -     |
| 2021   | Gold Coast Titans        | NRL         | 5      | 4      | 1      | -     | -     |
| 2022   | Gold Coast Titans        | NRL         | 5      | 4      | 1      | -     | -     |
| 2023   | Huddersfield Giants      | SL          | 21     | 12     | 3      | -     | -     |
| 2024   | Huddersfield Giants      | SL          | 17     | 24     | 6      | -     | -     |